# 芳飯
芳飯（ほうはん）は、日本の室町時代から戦国時代にかけて流行した飯料理。

## 概要と歴史
飯の上に野菜や魚を刻んで乗せ、その上から味噌汁を注いで食べたもの。または、具材をそれぞれの持ち味に合せた下味で煮て飯に乗せ、夏には冷した汁、冬には温めた汁をかけたとも、煮たり焼いたりした野菜や魚を飯に乗せて汁をかけたともいう。
食べやすい上に見た目も綺麗なことから人気を博し、特に上流階級で流行した。『御湯殿上日記』、後の江戸時代の本草書『本朝食鑑』、興福寺の子院である多門院の日記などにも記述がある。
室町期に僧たちが食べ始めた「法飯」が起源とされ、僧たちの間では精進料理として肉類を用いず野菜のみを具として食べられていた。また、中国にはスープを飯にかける泡飯があり、日本の室町期にあたる時代から食べられていたため、日本の芳飯は中国から伝来したものとも考えられている。後世のちらし寿司、丼物、茶漬けの原型になったとも見られている。